# Гренгесберг
Гренгесберг (швед. Grängesberg) — город в Швеции в коммуне Лудвика (лен Даларна). Население 3481 жителей (2010).
Город прежде был известен своим предприятием по обогащению железной руды, действовавшим с XVI века по 1989 год. Последний поезд с рудой отправился из Грененсберга в Укселёсунд в январе 1990 года.
Компания «Grängesbergsbolaget» длительное время располагала крупнейшим в мире флотом для перевозки железной руды и в 1899—1900 годах являлась наиболее прибыльной компанией Швеции. В то время Гренгесберг быстро рос, и в течение 10-летнего периода население города увеличилось в три раза. Сегодня самым крупным работодателем в Гренгесберге является пивоваренная компания Spendrups.
Город также известен благодаря своему уникальному музею локомотивов.